# Monasterio Koporin

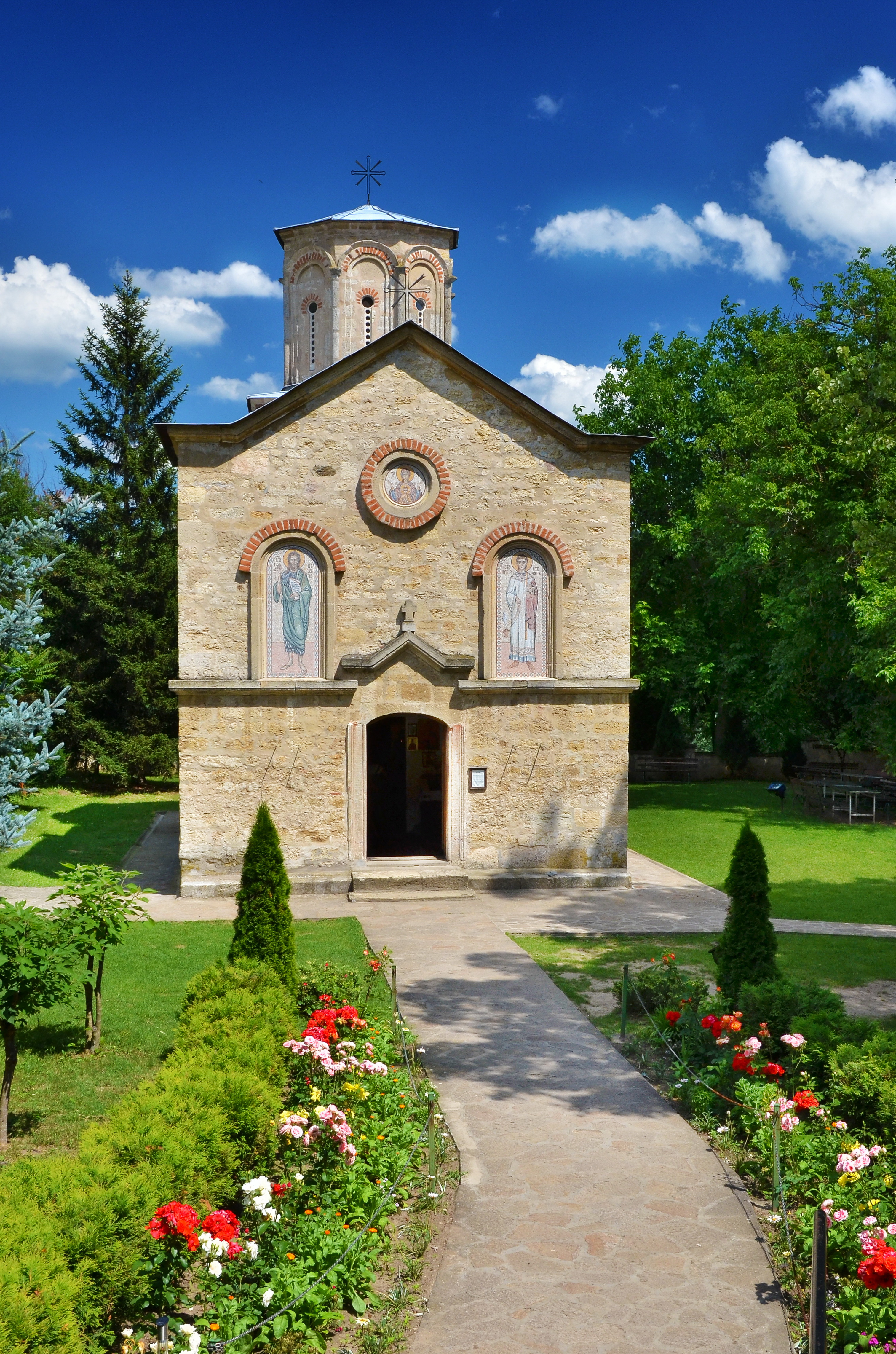
La iglesia de San Esteban

El monasterio Koporin (serbio: Манастир Копорин, Manastir Koporin) con la iglesia de San Esteban Archidiácono es un monumento cultural de gran importancia histórica. Está situado en Velika Plana, en Serbia Central. 
La iglesia de San Esteban fue edificada durante el reinado del déspota Stefan Lazarević (1389-1427), el príncipe serbio que obtuvo este título bizantino (“Despot”) tras la batalla de Angora en 1402. Stefan Lazarević fue el hijo del príncipe Lazar Hrebeljanović, fallecido en la batalla de Kosovo contra los turcos, en 1389. El monasterio estaba arruinado hasta los finales del siglo XIX, cuando empezó su restauración.

Agnija Marić, abadesa de monasterio desde (1965-2011)

En los años setenta del siglo XX aparecieron pruebas firmes de que el ataúd dentro de la iglesia guardaba los restos del fundador del Monasterio. Hoy en día Monasterio Koporin es un Convento de monjas dentro de la organización de la Iglesia ortodoxa serbia.

## Literatura
- Regionalna privredna komora Požarevac, Dr. Radmila Novaković Kostić, 2005.

- Datos: Q10749403
- Multimedia: Koporin Monastery / Q10749403